# 1322 Golden Empire Tower
De 1322 Golden Empire Tower, ook bekend als de Golden Empire Tower, is een wolkenkrabber in Manilla, Filipijnen. De bouw van de woontoren, die staat aan 1322 Roxas Boulevard, werd in 2002 voltooid door D.M. Consunji, Inc. Het is 203 meter hoog en telt 57 verdiepingen. Het heeft een totale oppervlakte van 102.007 vierkante meter en is momenteel het hoogste gebouw van de stad. Het is in postmoderne stijl ontworpen door Architecture International, Ltd in samenwerking met GF & Partners Architects.